# Twistetal
Twistetal è un comune tedesco di 4 226 abitanti, situato nel Land dell'Assia.